# Aéroport international d'Honiara
L'aéroport international d'Honiara, anciennement piste Henderson, en anglais Honiara International Airport et Henderson Field, est le seul aéroport international des Îles Salomon. Il se trouve sur la côte septentrionale de l'île de Guadalcanal, à huit kilomètres à l'est du centre-ville de la capitale Honiara. 

## Histoire
Construit par l'armée impériale japonaise au cours de la Seconde Guerre mondiale, il est capturé par les forces armées des États-Unis pendant la bataille de Guadalcanal. Il est alors intégré dans une base militaire américaine sous le nom de piste Henderson en l'honneur de Lofton R. Henderson, un pilote des Marines tué lors de la bataille de Midway.

## Situation
| Afutara Auki Balalae Bellona Choiseul Fera Gatokae Honiara Kaghau Kirakira Marau Mbambanakira Mono Munda Nusatupe Ramata Rennell Santa Ana Santa Cruz Seghe Suavanao Ulawa Uru Harbour Yandina |

## Compagnies et destinations
Il dispose d'une unique piste et est desservi par les compagnies aériennes Air Niugini, Fiji Airways, Solomon Airlines et Virgin Australia.
| Compagnies       | Destinations |
| ---------------- | --- |
| Air Niugini      | Nadi, Port Moresby-Jacksons |
| Fiji Airways     | Nadi, Port-Vila Bauerfield |
| Solomon Airlines | - Afutara (en), - Arona (en), - Atoifi-Uru Harbour (en), - Auki-Gwaunaruu (en), - Bellona/Anua (en), - Brisbane, - Fera (en), - Gizo (en), - Kaghau (en), - Kirakira (en), - Marau (en), - Nadi, - Port-Vila Bauerfield, - Ramata (en), - Seghe (en), - Suavanao (en), - Tarawa (Bonriki) |
| Virgin Australia | Brisbane |

Édité le 06/06/2021

## Services
Location de voitures, taxis, mini-bus, wifi, bureau de change.